# Anhalter Hütte
Die Anhalter Hütte ist eine Schutzhütte der Kategorie I der Sektion Oberer Neckar (Sitz in Rottweil) des Deutschen Alpenvereines (DAV). Die 1912 errichtete Hütte befindet sich nordwestlich von Imst im österreichischen Bundesland Tirol. Die Hütte steht unter Denkmalschutz (Listeneintrag).

## Lage
Die Hütte liegt in 2038 m ü. A. (nach Eigenanhaben 2042 m) Höhe im Bereich der Imster Ochsenalpe unterhalb der Heiterwand-Nordwände in den Lechtaler Alpen. In der Nähe liegt der Kromsee, der heutzutage jedoch nur noch zur Schneeschmelze Wasser führt, da dieses auf Grund geologischer Verschiebungen schnell versickert.
Die Hütte ist Station des Adlerweges und auch des Nordalpenwegs (Österreichischer Weitwanderweg 01).

## Geschichte

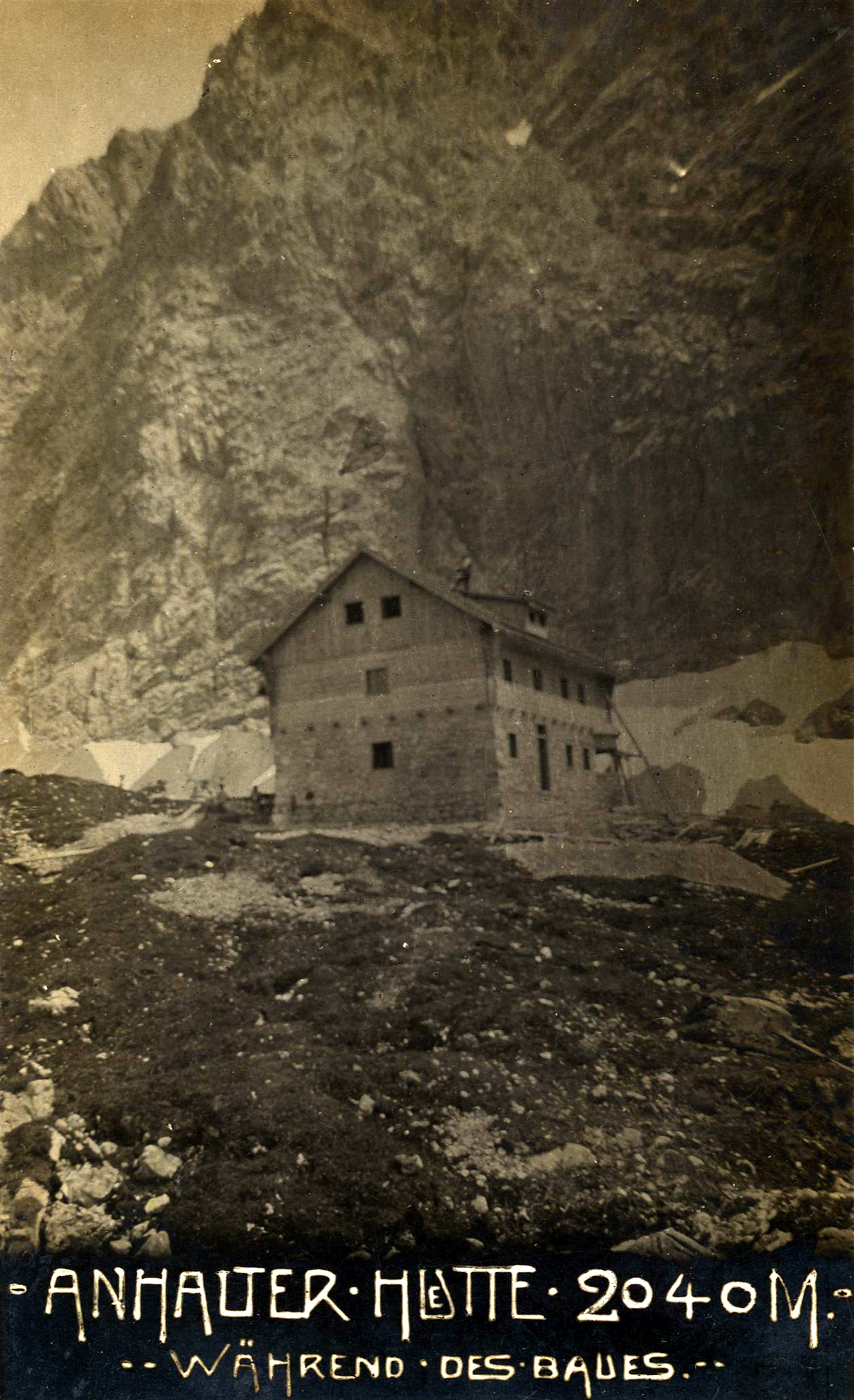
Die Anhalter Hütte im Bau (1912)

1906 begann die Sektion Anhalt des DuOeAV mit Sitz in Dessau mit der Suche nach einem geeigneten Standort für eine eigene Schutzhütte für Bergsteiger. Nachdem Bemühungen im Wetterstein und Karwendel nicht erfolgreich waren, wendete man sich den zu jener Zeit noch weitgehend unerschlossenen östlichen Lechtaler Alpen zu, wo mit der Gemeinde Imst recht schnell Einigung erzielt werden konnte, so dass am 7. Januar 1911 die Hauptversammlung der Sektion den Hüttenbau beschloss. Die Gemeinde stellte der Sektion den Baugrund von 1500 Quadratklaftern unentgeltlich zur Verfügung, noch im gleichen Jahr wurde mit dem Bau der Hütte begonnen und im Oktober war der Rohbau fertiggestellt. Am 26. Juli 1912, dem Geburtstag der Herzogin von Anhalt, verfolgten dann rund 700 Gäste die feierliche Einweihung der Hütte. Der Bau der Unterkunft hatte insgesamt rund 35.000 Mark gekostet.
Die Hütte war von Anfang an als bewirtschaftete Hütte geplant worden, die Sektion suchte auch bereits 1912 in den Mitteilungen des DuOeAV nach Bewirtschaftern:

„Hüttenpächter gesucht. Die S. Anhalt sucht einen verheirateten Wirtschafter, der mit einer im Kochen erfahrenen Frau die Bewirtschaftung der Anhalter Hütte (im Heiterwandgebiete) übernehmen kann. Personen, die bereits Erfahrung haben, werden bevorzugt. Meldungen sind an den Sektionsvorstand in Dessau zu richten.“

1913 verbuchte die Anhalter Hütte bereits 453 Übernachtungen. Im August 1914 musste wegen des Ersten Weltkriegs die Bewirtschaftung bis zum Ende des Krieges eingestellt werden, nachdem zu Beginn des Jahres ein externes Wirtschaftsgebäude mit Winterraum errichtet worden war.
Die Wiedereröffnung der Hütte und der Bewirtschaftung erfolgte zum Sommer 1919, über das Mitteilungsblatt des DuOeAV ließ die Sektion verlautbaren, dass Brot allerdings selbst mitzubringen sei. Die Wirtsleute waren dieselben, wie vor dem Krieg. Überhaupt war die Fluktuation unter den Wirten der Anhalter Hütte nicht besonders groß: von 1912 bis 1970 gab es nur drei Ehepaare als Bewirtschafter.
Nach dem Zweiten Weltkrieg wurden die Alpenvereinshütten von den Alliierten annektiert, später diejenigen, die auf österreichischem Boden liegen, dem Österreichischen Staat und von diesem dem Österreichischen Alpenverein übergeben, welcher die Hütten fortan verwaltete. Als 1954 der OeAV alle Rechte und Pflichten des Hüttenbestands an die inzwischen wiedergegründeten früheren Eigentümersektionen übertrug, waren die ehemals mittel- und ostdeutschen Sektionen nicht mehr existent, da der Deutsche Alpenverein (DAV) in der DDR keine Wiederzulassung erhielt. 1955 wurde dann vom DAV ein Unterpachtvertrag mit der Sektion Oberer Neckar zur Verwaltung der Anhalter Hütte abgeschlossen. 1972 wurden die bisherigen Unterpächter dann Eigentümer der Hütte, nachdem in den Vorjahren bereits einiger Aufwand für fällige Sanierungsarbeiten (neue Waschräume 1964, Dachsanierung 1967) seitens der Sektion Oberer Neckar erbracht worden war.
1975 erfolgt eine Erweiterung der Hütte, nachdem die durch die Fertigstellung der Hahntennjochstraße bedingte bessere Erreichbarkeit zunehmend für Erschöpfung der Hütten-Kapazitäten gesorgt hatte. Weitere Umbau- und Sanierungsmaßnahmen wurden 1986 (Fenster), 1999 (neue Quellfassung, Fluchtwege), 2002 (neue Energieanlage) und 2003 (neue Abwasserentsorgung) durchgeführt.
Für weitere Umbauarbeiten wurde die Hütte Ende 2018 geschlossen, ab 2019 bis 2021 saniert und am 1. August 2021 wieder eröffnet.

## Gebäude

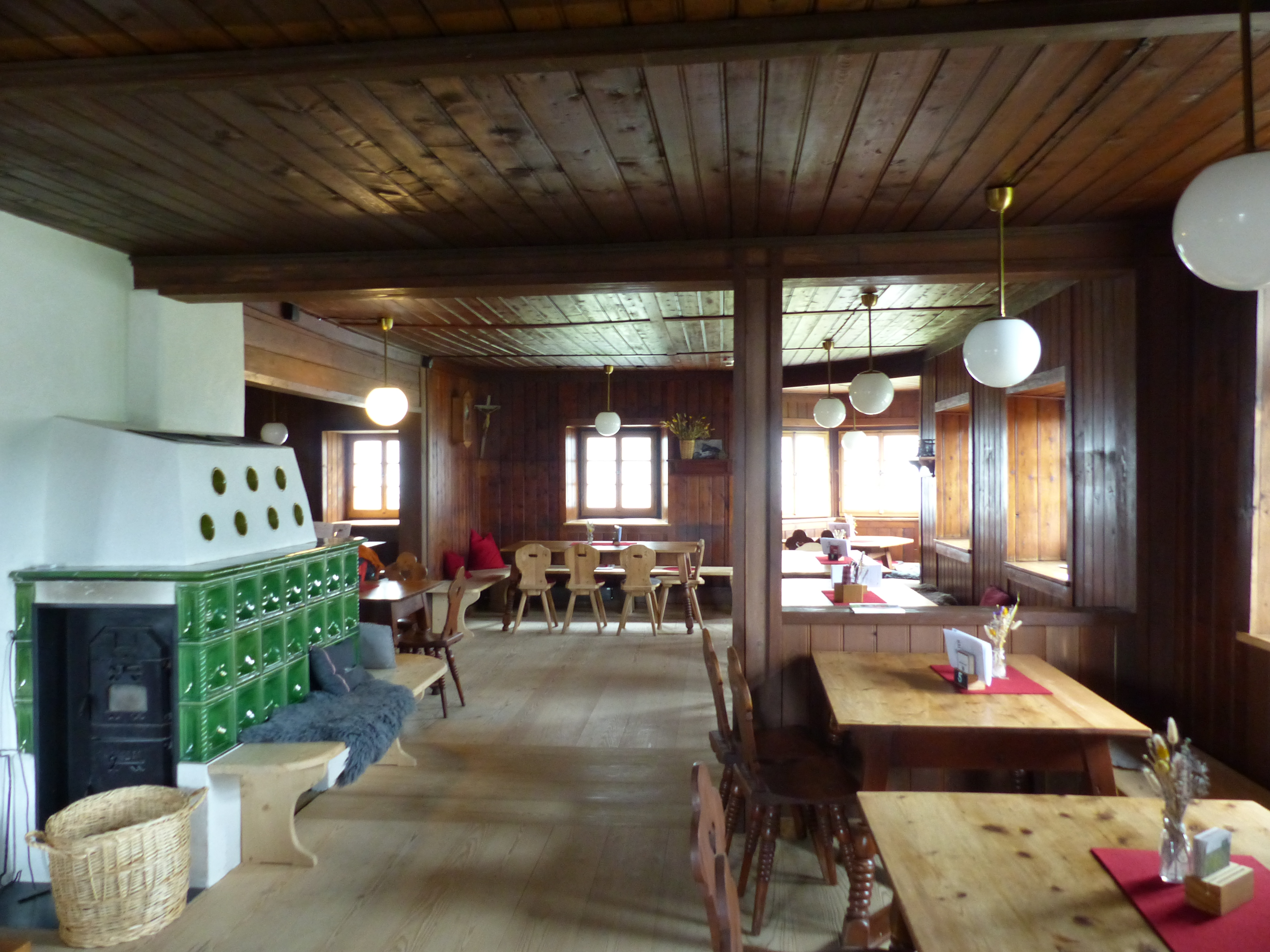
Gaststube

Der zweigeschoßige Bau über längsrechteckigem Grundriss war ursprünglich als Mittelflurhaus konzipiert. Er weist zwei zu vier Fensterachsen sowie einen Erker an der Südecke auf und ist mit einem Satteldach gedeckt. Die Hütte ist in Mischbauweise errichtet: Unter- und Erdgeschoß sind als Sichtsteinbau mit ausgestrichenen Mörtelfugen ausgeführt, Ober- und Dachgeschoß als Kantblockbau mit nach oben auskragendem Eckverband gezimmert, die Giebelfelder sind senkrecht verbrettert.
Im Erdgeschoß befindet sich die in den 1970er Jahren gegen Osten und Norden erweiterte Gaststube, in der Südecke, dem ursprünglichen Teil, haben sich die Wandverkleidung und teilweise Mobiliar aus der Bauzeit erhalten. Die Küche und weitere Nebenräume sind ebenfalls im Erdgeschoß untergebracht. Das Obergeschoß beherbergt die Schlafräume mit Betten und Matratzen sowie eine Dunkelkammer.

## Infrastruktur
Die Trinkwasserversorgung erfolgt durch eine eigene Quelle. Für die Energieversorgung sorgt ein solarverstärktes Blockheizkraftwerk. Zur Hütte führt weder eine Straße noch eine Personen- oder Materialseilbahn. Die Versorgung erfolgt Anfang der Saison mit dem Hubschrauber, unterjährig werden Lebensmittel und Material mit dem Rucksack heraufgebracht.

## Zugänge
- Auf dem kürzesten Weg ist die Hütte vom Hahntennjoch (1894 m) aus leicht auf gut markiertem Bergpfad über das Steinjöchl (2189 m) in ca. 1 ½ Stunden zu erreichen.
- Jeweils etwa 3 Stunden sind für den Aufstieg von Namlos oder von Bschlabs zu rechnen.

## Nachbarhütten und Übergänge
- zur Hanauer Hütte über das Steinjöchl, durch das Hahntenntal (Wanderweg parallel zur Fahrstraße) und das Angerletal, 3,5 Stunden
- zur Muttekopfhütte über das Steinjöchl und den Scharnitzsattel, Seilversicherungen am Scharnitzsattel, 4,5 Stunden
- zur Heiterwandhütte über die Hintere Tarrenton-Alpe und Reisenschuhtal, 5 Stunden

## Gipfel in der Umgebung
- Hausberg ist der als Blumenberg bekannte Tschachaun (2334 m), für dessen Besteigung von der Hütte aus nur 45 Minuten benötigt werden.
- Namloser Wetterspitze (2553 m) 3 Stunden, unschwierig
- Maldongrat (2544 m) 1 ½ Stunde, ausgesetzt, Trittsicherheit erforderlich
- Gabelspitze (2581 m) 3 Stunden, Kletter-Schwierigkeitsgrad II, ausgesetzt
- Falscher Kogel (2388 m) 1 Stunde, unschwierig, ausgesetzt
- zahlreiche Kletterrouten an der Heiterwand im 3. bis 8. Schwierigkeitsgrad in Hüttennähe

## Karten
- Alpenvereinskarte 1:25.000, Blatt 3/4, Lechtaler Alpen - Heiterwand und Muttekopfgebiet